# Conferência Episcopal da Polônia

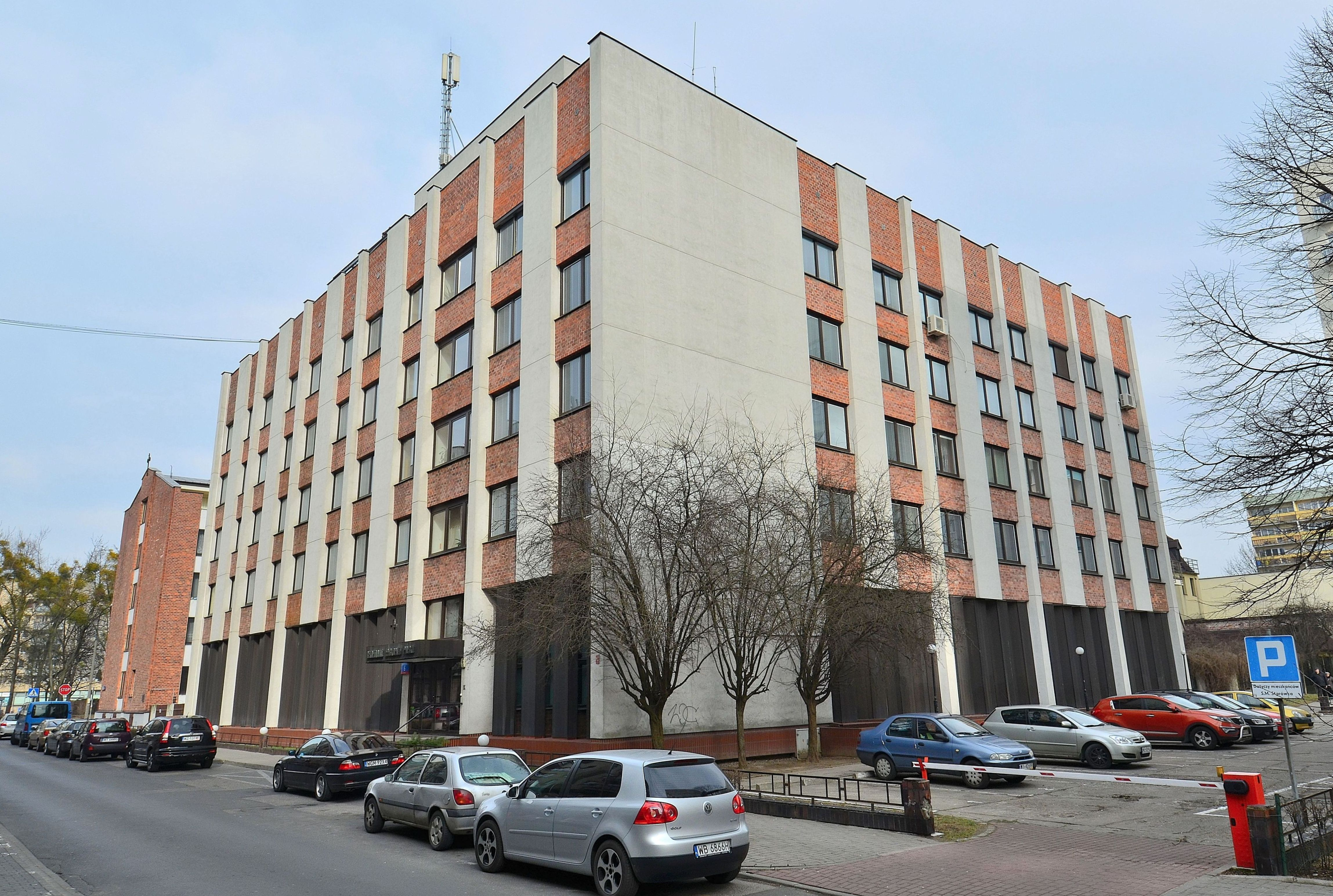
Secretaria do edifício da Conferência Episcopal da Polônia na 6 Stefan Wyszyński Square em Varsóvia

A Conferência Episcopal Polonesa ou a Conferência Episcopal da Polônia ( polonês : Konferencja Episkopatu Polski ) é o órgão central da Igreja Católica na Polônia. É composta por 3 cardeais, 32 arcebispos e 122 bispos. 

## Presidentes, Vice-presidentes, Secretários e Vice-secretários
|                  | Nome                         | Período     | Notas                                |
| Presidentes      | Presidentes                  | Presidentes | Presidentes                          |
| ---------------- | ---------------------------- | ----------- | ------------------------------------ |
| 9º               | Tadeusz Wojda, S.A.C.        | 2024-atual  | Arcebispo de Gdańsk                  |
| 8º               | Stanisław Gądecki            | 2014-2024   | Arcebispo de Poznań                  |
| 7º               | Józef Michalik               | 2004-2014   | Arcebispo de Przemyśl                |
| 6º               | Józef Cardeal Glemp          | 1981-2004   | Arcebispo de Gniezno e Varsóvia      |
| 5º               | Stefan Cardeal Wyszyński     | 1956-1981   | Arcebispo de Gniezno e Varsóvia      |
| 4º               | Michał Klepacz               | 1953-1956   | Bispo de Łódź                        |
| 3º               | Stefan Cardeal Wyszyński     | 1948-1953   | Arcebispo de Gniezno e Varsóvia      |
| 2º               | August Cardeal Hlond, S.D.B. | 1926-1948   | Arcebispo de Gniezno e Varsóvia      |
| 1º               | Edmund Cardeal Dalbor        | 1919-1926   | Arcebispo de Gniezno e Poznań        |
| Vice-Presidentes |                              |             |                                      |
| 7º               | Józef Piotr Kupny            | 2024-atual  | Arcebispo de Wrocław                 |
| 6º               | Marek Jędraszewski           | 2014-2024   | Arcebispo de Cracóvia                |
| 5º               | Stanisław Gądecki            | 2004-2014   | Arcebispo de Poznań                  |
| 4º               | Józef Michalik               | 1999-2004   | Arcebispo de Przemyśl                |
| 3º               | Henryk Józef Muszyński       | 1994-1999   | Arcebispo de Gniezno                 |
| 2º               | Franciszek Cardeal Macharski | 1979-1994   | Arcebispo de Cracóvia                |
| 1º               | Karol Józef Cardeal Wojtyła  | 1969-1978   | Arcebispo de Cracóvia                |
| Secretários      |                              |             |                                      |
| 12º              | Marek Grzegorz Marczak       | 2024-atual  | Bispo auxiliar de Łódź               |
| 11º              | Artur Grzegorz Miziński      | 2014-2024   | Bispo auxiliar de Lublin             |
| 10º              | Wojciech Polak               | 2011-2014   | Bispo auxiliar de Gniezno            |
| 9º               | Stanisław Budzik             | 2007-2011   | Bispo auxiliar de Tarnów             |
| 8º               | Piotr Libera                 | 1998-2007   | Bispo auxiliar de Katowice           |
| 7º               | Tadeusz Władysław Pieronek   | 1993-1998   | Bispo auxiliar de Sosnowiec          |
| 6º               | Bronisław Dąbrowski          | 1969-1993   | Arcebispo-bispo auxiliar de Varsóvia |
| 5º               | Zygmunt Choromański          | 1946-1968   | Bispo auxiliar de Varsóvia           |
| 4º               | Stanisław Kostka Łukomski    | 1926-1946   | Bispo de Łomża                       |
| 3º               | Romuald Jałbrzykowski        | 1925-1926   | Bispo auxiliar de Sejny              |
| 2º               | Henryk Ignacy Przeździecki   | 1919-1925   | Bispo de Siedlce                     |
| 1º               | Antoni Julian Nowowiejski    | 1918-1919   | Arcebispo-bispo de Płock             |
| Vice-secretários |                              |             |                                      |
| 6º               | Jarosław Mrówczyński         | 2009-atual  | Presbítero de Varsóvia               |
| 5º               | Lucjan Skolik                | 1998-2008   | Presbítero de Kielce                 |
| 4º               | Marian Subocz                | 1994-1998   | Presbítero de Koszalin-Kołobrzeg     |
| 3º               | Piotr Jarecki                | 1994        | Bispo auxiliar de Varsóvia           |
| 2º               | Tadeusz Władysław Pieronek   | 1992-1993   | Bispo auxiliar de Sosnowiec          |
| 1º               | Jerzy Dąbrowski              | 1982-1991   | Bispo auxiliar de Gniezno            |